# Marcelo Damião
Dilglay Marcelo José Damião (Campinas, 19 marzo 1975) è un ex cestista brasiliano naturalizzato italiano.

## Carriera

### Club

Damião, in canotta bianca, a Reggio Emilia nel 2004

Centro di stazza, crebbe in Brasile dove cominciò a giocare a pallavolo, passando al basket solo successivamente, quando entrò a far parte del Regatas della sua città natale Campinas.
Grazie all'intervento di Vincenzo Pellegrino, procuratore italo-argentino che negli anni '90 portò in Italia anche altri giocatori sudamericani, Damião all'età di 15 anni volò a Bologna per sostenere un provino. L'anno successivo, dopo aver aspettato qualche mese per ottenere il passaporto italiano per discendenza, venne ufficialmente tesserato dalla Fortitudo Bologna che lo fece entrare nel proprio settore giovanile. La sua naturalizzazione, così come quella di altri cestisti e pallavolisti sudamericani, fu in seguito oggetto di un'inchiesta della Procura del tribunale di Agrigento che portò ad arresti e rinvii a giudizio che non portarono tuttavia ad alcuna condanna per Damião, il quale nel frattempo era diventato italiano a tutti gli effetti al punto da aver svolto il servizio militare di leva.
Il suo debutto in Serie A1 avvenne il 22 settembre 1994 in occasione della seconda giornata del campionato 1994-1995, quando coach Sergio Scariolo lo schierò per tre minuti nella vittoriosa trasferta di Trieste. Nell'arco di quella stagione scese in campo in 20 gare di regular season e in 4 gare di play-off, con un utilizzo medio di 8,8 minuti a partita. Nella regular season dell'anno seguente, anch'esso trascorso con la canotta della Fortitudo, il suo utilizzò aumento a 16,7 minuti (con 3,7 punti e 3,5 rimbalzi di media) in 25 partite, mentre ai play-off giocò solo 6,5 minuti in 4 presenze.
Per trovare maggiore spazio, in vista della stagione 1996-1997 venne ceduto in prestito alla Pallacanestro Varese con cui giocò titolare in gran parte delle occasioni. Tra regular season e play-off, totalizzò 7,1 punti e 6,5 rimbalzi di media nei 27,3 minuti concessigli da coach Edoardo Rusconi.
Nell'estate 1997 venne originariamente girato in prestito all'Olimpia Milano come parziale contropartita nel trasferimento che portò Gregor Fučka alla Fortitudo, tuttavia ad agosto Damião decise di rifiutare la destinazione, tornando ad allenarsi con la formazione bolognese in attesa di una nuova sistemazione. Nella seconda metà di settembre passò alla Pallacanestro Reggiana, anche in questo caso in prestito annuale. Quell'anno fu il centro titolare di una formazione che a sorpresa riuscì ad arrivare fino alle semifinali scudetto, dove venne piegata proprio dalla Fortitudo. L'apporto di Damião durante la regular season fu di 6,0 punti e 7,1 rimbalzi di media, cifre poi salite a 11,6 punti e 7,7 rimbalzi nel corso dei play-off.
La sua prima parentesi reggiana durò un anno poiché, di ritorno dal prestito, la dirigenza della Fortitudo lo volle mantenere in rosa senza includerlo nelle trattative per l'acquisto di Gianluca Basile, come invece Reggio Emilia richiedeva inizialmente. La sua annata 1998-1999 lo vide giocare 19,2 minuti a partita in regular season (con medie di 3,6 punti e 3,6 rimbalzi) e 21,0 minuti nei play-off (con medie di 6,3 punti e 4,6 rimbalzi).
Nel luglio 1999 venne girato nuovamente in prestito a Reggio Emilia. Il campionato della formazione biancorossa si concluse però con sole 7 vittorie in 30 giornate, l'ultimo posto in classifica e la conseguente retrocessione in Serie A2. L'apporto di Damião fu di 8,4 punti e 6,9 rimbalzi in 31,8 minuti medi.
Ritornò così alla Fortitudo, con cui iniziò il campionato 2000-2001 in una rosa composta in larga parte dai giocatori della nazionale che vinsero l'oro europeo l'estate precedente, vista la contemporanea presenza di Myers, Fučka, Meneghin, Galanda, De Pol e Basile, oltre allo stesso pivot italo-brasiliano. La presenza dei centri Vranković e Žukauskas ed il suo utilizzo piuttosto limitato da parte di coach Carlo Recalcati (che gli concesse 10,7 minuti di media in 16 presenze) indussero la dirigenza a metterlo sul mercato a campionato in corso.
Il 30 gennaio 2001 venne dunque girato in prestito alla Pallacanestro Cantù, squadra che in quel momento stava occupando l'ultimo posto in classifica. Nella restante parte di stagione trascorsa con i brianzoli, tornò a giocare oltre 26 minuti a gara, con 4,5 punti e 6,6 rimbalzi medi. A fine anno la squadra ottenne la salvezza e Damião ufficializzò la sua permanenza per altre due stagioni, nelle quali fu però riserva rispettivamente di Todd Lindeman prima e di Fredrik Jönzén poi.
Terminato l'accordo con Cantù, nell'estate 2003 scese nel campionato di Legadue per iniziare la sua terza parentesi personale alla Pallacanestro Reggiana. Gli emiliani conclusero la Legadue 2003-2004 al primo posto in classifica e centrarono il ritorno in Serie A: Damião, centro titolare della squadra guidata da coach Fabrizio Frates, contribuì con 4,6 punti e 8,4 rimbalzi nei 27,6 minuti a sua disposizione. Nella stagione 2004-2005, l'ultima da lui disputata nella massima serie nazionale, giocò solo 16 partite (con 1,4 punti, 2,7 rimbalzi e 12,3 minuti di media) a causa di un infortunio alla mano.
Nel 2005-2006 cominciò la stagione in Serie B d'Eccellenza, la terza serie italiana, con l'ingaggio da parte del Pool Firenze Basket. La sua permanenza in Toscana durò pochi mesi poiché a gennaio si trasferì alla Nuova Pallacanestro Pavia in Legadue, dove di lì a fine stagione giocò solo 7 partite (con 1,0 punti e 1,3 rimbalzi in 10,1 minuti di media).
Scese nuovamente in Serie B d'Eccellenza nel 2006-2007, quando disputò un campionato con i colori dell'A.B. Latina. L'anno seguente fece parte invece del Basket Scauri, società militante in Serie C1.

### Nazionale
Inserito dal CT Bogdan Tanjević tra i dodici convocati per gli Europei 1999, fece parte della spedizione azzurra che vinse l'oro continentale, anche se il suo apporto personale nell'arco della competizione fu limitato a 2,0 punti e 0,8 rimbalzi di media in 6,7 minuti di media. Non entrò in campo né in occasione della semifinale vinta contro la Jugoslavia né in occasione della finale vinta contro la Spagna.
Con la nazionale italiana vinse anche la medaglia d'argento ai Giochi del Mediterraneo 1997. Partecipò inoltre ai Mondiali 1998 e alle Olimpiadi 2000.

## Dopo il ritiro
Da qualche anno si occupa di scouting di giocatori brasiliani di calcio e basket.

## Palmarès

### Club
- Supercoppa italiana: 1

Fortitudo Bologna: 1998

### Nazionale
- Europei:

 Francia 1999
- Giochi del Mediterraneo:

 Bari 1997